# Éco-nationalisme
L'éco-nationalisme (aussi orthographié éconationalisme) est une forme émergente de nationalisme qui se manifeste dans les deux sphères économiques et écologiques. Le nationalisme économique (également appelée le protectionnisme) peut se manifester par un désir de protéger la classe ouvrière d'une nation de la perte d'emploi des tendances liées à la mondialisation, tels que les accords sur l'immigration et le commerce. Le nationalisme écologique se manifeste par une volonté d'éliminer le recours à des sources étrangères de carburant et d'énergie par la promotion des sources d'énergie de remplacement qui peuvent être créés de manière adéquate et maintenues avec la frontière d'un pays. Le Brésil affiche un exemple de ce cas en devenant complètement autonome en énergie.